# Ними Нишики
Ними Нишики (јап. 新見 錦, „Niimi Nishiki“; 1836 – 25. октобар 1863) био је јапански самурај и припадник Шинсенгумија, полиције шогуната у касном Едо периоду. 

## Кратка биографија
Рођен је у области Мито која је сад део префектуре Ибараки. У борби је практиковао мачевалачки стил „Шинтомунен-рју“. Био је један од тринаесторице из оригиналне поставе Рошигумија а касније и Шинсенгумија. Заједо са Серизавом Камоом и Кондом Исамијем био је један од три командира али је касније деградиран у заменика. 
Као део Серизавине фракције која се сматрала корумпираном био је принуђен од стране Јаманамија Кеисукеа и Хиџикате Тошизоа да 19. октобра 1863. (десетог дана, деветог месеца по старом лунарном календару) изврши сепуку, ритуално самурајско самоубиство. Серизава и остатак његове фракције убијени су недељу дана касније од стране Кондове фракције по наређењу Мацудаире Катаморија, даимјоа Аизу области који је тада био задужен за одржавање безбедности у граду Кјоту.
Иако је остао запамћен као Ними Нишики, сматра се да је имао друго, право име које нажалост није остало записано. По изговору и писању овог имена сматра се да је Ними Нишики био образован човек.
Постоје разна нагађања да је можда био шпијун за област Чошу и да је имао везе са симпатизерима Соно џои групе из области Мито и Тосе али чврсти докази за ову тврдњу и даље не постоје.